# Kopparsnabblöpare
Kopparsnabblöpare (Philodromus fuscomarginatus) är en spindelart som först beskrevs av De Geer 1778.  Kopparsnabblöpare ingår i släktet Philodromus och familjen snabblöparspindlar. Arten är reproducerande i Sverige. Inga underarter finns listade i Catalogue of Life.